# やくならマグカップも
『やくならマグカップも』は、岐阜県多治見市を舞台とする伝統工芸品の美濃焼をテーマとするフリーコミック。略称は「やくも」で、マグカップは陶磁器の一種である。2010年にプロジェクトが始動し、2012年よりフリーコミックがプラネットにより発行されている。2021年にテレビアニメ化された。
多治見市にて美濃焼をテーマとして、4人の女子高校生が陶芸の魅力にのめり込むといった青春ストーリーが描かれる。

## あらすじ
豊川姫乃は、脱サラした父と共に、幼少期に亡くなった母の故郷である岐阜県多治見市に引っ越してきた。母の母校の高校に通うことになった姫乃は、クラスメイトの久々梨三華に誘われ、陶芸部を訪れる。
そこで部長の青木十子や、陶芸部部員ではないが部室にいつも入り浸っている成瀬直子らと共に活動を続けるうちに、はからずも母が伝説の陶芸家だったことを知った姫乃は、陶芸の世界へと引き込まれていくことになる。

## 登場人物
声の項はメディアミックスにおける声優。
豊川 姫乃（とよかわ ひめの）
声 - 田中美海
本作の主人公である少女。織部学園に通う高校1年生。8月28日生まれ。東京・多摩地方の出身。
幼少期に母を亡くしており、父と共に母の故郷である岐阜県多治見市に引っ越してきた。
久々梨 三華（くくり みか）
声 - 芹澤優
織部学園に通う高校1年生の少女。姫乃のクラスメイト。3月4日生まれ。
陶芸部のムードメーカーで、友人想いでもある。好きなものは小さく可愛いものと五平餅。
一華（いちか）、二華（にか）という姉と、多郎（たろう）という弟がいる。
成瀬 直子（なるせ なおこ）
声 - 若井友希
織部学園に通う高校1年生の少女。姫乃とはクラスが異なる。10月5日生まれ。
陶芸部部員ではないものの、部室にいつも入り浸っている個性派。
大好きなものは漫画やゲームなど。成瀬直子が生み出した漫画キャラクターの「ロクロー」をベースに「ロクローの大ぼうけん」を連作する。また、姫乃の父のコーヒーのファンでもある。
両親はカフェときしろうの向かいで理容室を営んでいる。
大学生の姉の円香（まどか）がおり、一人暮らしをしている。
青木 十子（あおき とおこ）
声 - 本泉莉奈
織部学園に通う高校2年生の少女。陶芸部の部長。5月14日生まれ。
有名な陶芸家である祖父がいる。三華とは幼馴染。
兄がいるが、高校卒業後に家を飛び出した。
松瀬 理央（まつせ りお）
声 - 内田彩
十子のライバルを自称する少女。

ヒメナ・バルデス
声 - 天城サリー
メキシコ出身の陶芸好きの女性。同じような名前を持つ姫乃達を通じて多治見市の陶芸にほれ込んで行く。
フリーコミック版では登場していない、アニメ版出自のキャラクター。
豊川 刻四郎（とよかわ ときしろう）
声 - 石川界人
姫乃の父親。39歳。
脱サラで妻の実家を頼って開業したカフェときしろうのマスター。高校までは多治見に住んでいた。元野球部。
豊川 姫菜（とよかわ ひめな）
声 - 小澤亜李
姫乃の母親。故人。旧姓は土岐川。
幻の陶芸家として名前が知られていた。カフェときしろうで使われる食器類も彼女が作ったものが多い。
土岐川 幸恵（ときがわ さちえ）
声 - 真山亜子、小川真奈（若い頃）
姫菜の母で姫乃の祖母。カフェときしろうのオーナー。
フリーコミック版では普段から和服を着ており、着物同好会のメンバーでもある。
刻四郎が来る前は雑貨屋を営んでいた。木工職人だった夫の清（きよし）とは死別。
青木 十兵衛（あおき じゅうべえ）
声 - 鈴木勝美
十子の祖父で有名な陶芸家。十子の憧れ。
小泉 真美（こいずみ まみ）
声 - 小川真奈
織部学園の女性教師で、姫乃のクラス担任。陶芸部の顧問。28歳。
あまり真面目に指導せず、直子と遊んだり漫画を読んだりしていることが多い。
草野 智也（くさの ともや）
声 - 梅原裕一郎
姫乃の母の姫菜と因縁がある。
大沢 由香里（おおさわ ゆかり）
声 - 諏訪彩花
多治見市役所企画課勤務。
小池 和人（こいけ かずと）
声 - 若林佑
真土泥右衛門（まっどでいえもん）
声 - 内田彩
カッパのような焼き物。三華が作り、部室に置かれている。次回予告で喋る。今の形に焼かれる前より良質な「五斗蒔粘土」で出来ていることを誇っているが製作者（三華）の扱いが余りに雑なことにキレるシーンが有る。

## リメイク漫画
オリジナルのフリーコミック版で作画等を担当している梶原おさむ自身によるリメイク漫画『やくならマグカップも こみからいず！』が、『マンガクロス』（秋田書店）にて2021年1月28日から2022年8月25日まで連載された。アニメの構成をベースにしつつ、原作フリーコミックともアニメとも異なる世界が描かれる。
- 梶原おさむ『やくならマグカップも こみからいず！』秋田書店〈少年チャンピオン・コミックス〉、全2巻
  1. 2021年9月30日発売[12]、ISBN 978-4-253-29251-1
  2. 2022年12月8日発売[13]、ISBN 978-4-253-29252-8

## テレビアニメ
第1期は2021年（令和3年）4月から6月までCBCテレビほかにて放送された。CBCテレビがアニメ制作を手掛けるのは中部日本放送（旧CBC）時代の『琴浦さん』（2013年1月期、当時のCBCはラテ兼営）以来8年ぶり、日本アニメーションが在名局の製作アニメの実制作に関わるのは旧CBCが最初に製作したアニメである『みかん絵日記』以来29年ぶりで、いずれも令和改元後初となる。第2期『やくならマグカップも 二番窯』（やくならマグカップも にばんがま）は同年10月から12月まで放送された。
前半15分はアニメ本編、後半15分はメインキャスト4人が出演する実写パート「やくならマグカップも-やくもの放課後-」の混合編成番組となる。ナレーションはロケーションに出掛けた4人が1人ずつ持ち回りで担当。
中学時代から原作を読んでいたファンが日本アニメーションに就職し、制作会議に企画を上げたことがアニメ化のきっかけとなった。
制作にCBC（テレビ・ラジオ両方）が関与していることから、アニメ第1期第8話では、かつて同局で放送されたローカル番組『天才クイズ』『どんぐり音楽会』のパロディとして『テンパリクイズ』『どんぶり音楽会』が登場している。
2023年、第17回声優アワードで、特別賞を受賞。

### スタッフ

#### アニメ本編
- 原作 - プラネット、日本アニメーション[6][7]
- 監督 - 神谷純[6][7]
- 絵コンテ - 神谷純（第1期）、手びねり組（神谷純、前田薫平、市村仁弥〈第3話より〉）（第2期）
- 演出チーフ - 前田薫平
- シリーズ構成・脚本 - 荒川稔久[6][7]
- キャラクターデザイン・総作画監督 - 吉岡彩乃[6][7]
- プロップデザイン - 滝れーき[6][7]、清水悠（第1期第7話以降）
- 美術監督 - 田辺浩子[6][7]
- 美術設定 - 綱頭瑛子、岩佐禎[6][7]
- 色彩設計 - 花村智子[6][7]
- 撮影監督 - 滝澤竜
- 編集 - 名取信一
- 音響監督 - 伊藤巧[6][7]
- 音響制作 - HALF H・P STUDIO[6][7]
- 音楽 - 長谷川智樹[6][7]
- 音楽プロデューサー - 澁谷知子
- 音楽制作 - 日本コロムビア
- プロデューサー - 手塚健一、今泉昌也、多田祐一、北澤史隆、渡部翔子、佐藤晴男
- アニメーションプロデューサー - 山本秉碩
- アニメーション制作 - 日本アニメーション[6][7]
- 協力 - 岐阜県多治見市、一般社団法人多治見市観光協会、「やくならマグカップも」活用推進協議会[6][7]
- 製作 - やくならマグカップも製作委員会[5][7][23]（日本アニメーション、プラネット、MAHO FILM、日本コロムビア、CBCテレビ、BS11、TOKYO MX、81プロデュース、Zipang、CBCラジオ）

#### 実写パート
- 構成 - 間マサムネ[19]、ゴウヒデキ
- 演出 - 清水優司[19]
- 制作プロデューサー - 鎗水貴史、水野知歌、佐藤晴美[19]
- プロデューサー - 手塚健一、小池和人、佐藤晴美、澁谷知子、今泉昌也、多田祐一、北澤史隆、百田英生、猪狩淳一、加藤慎二郎
- 制作協力 - EAST ENTERTAINMENT[19]
- 制作 - MAHO FILM、CBCテレビ[19]
- 協力 - 岐阜県多治見市、一般社団法人多治見市観光協会、「やくならマグカップも」活用推進協議会[19]
- 製作 - やくならマグカップも製作委員会[19][23]

### 主題歌

#### オープニングテーマ
アニメパートは全てのシリーズで、メインキャストの田中美海、芹澤優、若井友希、本泉莉奈によるユニット「MUG-MO」が歌唱、金子麻友美が作詞、和泉一弥が作曲、久下真音が編曲を担当する。いずれも第12話ではエンディング位置で使用。
「扉を開けたら」
第1期アニメパートのオープニングテーマ。
「まわる世界に」
まねきケチャによる第1期実写パートのオープニングテーマ。作詞は古谷完、作曲・編曲は竹田祐介（Elements Garden）。
「夢中の先へ」
第2期アニメパートのオープニングテーマ。
「輪廻×レインカーネーション」
煌めき☆アンフォレントによる第2期実写パートのオープニングテーマ。作詞はHNG、Sean Sheller、作曲・編曲は下田晃太郎（Elements Garden）。

#### エンディングテーマ
全てのシリーズで、内田彩が歌唱、hisakuniが作詞・作曲・編曲を担当する。
「Pale Blue」
第1期エンディングテーマ。
「Canary Yellow」
第2期エンディングテーマ。

### 各話リスト
| 話数   | サブタイトル               | 演出       | 作画監督                                            | 初放送日      |       |       |       |       |       |       |       |       |       |       |       |       |       |       |       |       |       |       |       |       |
| 第1期  | 第1期                      | 第1期      | 第1期                                               | 第1期         | 第1期 | 第1期 | 第1期 | 第1期 | 第1期 | 第1期 | 第1期 | 第1期 | 第1期 | 第1期 | 第1期 | 第1期 | 第1期 | 第1期 | 第1期 | 第1期 | 第1期 | 第1期 | 第1期 | 第1期 |
| ------ | -------------------------- | ---------- | --------------------------------------------------- | ------------- | ----- | ----- | ----- | ----- | ----- | ----- | ----- | ----- | ----- | ----- | ----- | ----- | ----- | ----- | ----- | ----- | ----- | ----- | ----- | ----- |
| 第1話  | はじめまして！陶芸部       | 神谷純     | 吉岡彩乃                                            | 2021年 4月3日 |       |       |       |       |       |       |       |       |       |       |       |       |       |       |       |       |       |       |       |       |
| 第2話  | 陶芸部はとーげんきょう     | 前田薫平   | 田守優希 鷲田敏弥 吉岡彩乃                          | 4月12日       |       |       |       |       |       |       |       |       |       |       |       |       |       |       |       |       |       |       |       |       |
| 第3話  | おさななじみだもん…ね      | 山田弘和   | 堀光明                                              | 4月19日       |       |       |       |       |       |       |       |       |       |       |       |       |       |       |       |       |       |       |       |       |
| 第4話  | お茶漬けの味               | 古賀一臣   | 福永智子 日高真由美                                 | 4月26日       |       |       |       |       |       |       |       |       |       |       |       |       |       |       |       |       |       |       |       |       |
| 第5話  | 先生のひみつ☆              | 前田薫平   | 吉岡彩乃                                            | 5月3日        |       |       |       |       |       |       |       |       |       |       |       |       |       |       |       |       |       |       |       |       |
| 第6話  | 空と風の庭                 | 尾崎正善   | 佐藤多恵子                                          | 5月10日       |       |       |       |       |       |       |       |       |       |       |       |       |       |       |       |       |       |       |       |       |
| 第7話  | 姫乃のつくるもの           | 山田弘和   | 堀光明                                              | 5月17日       |       |       |       |       |       |       |       |       |       |       |       |       |       |       |       |       |       |       |       |       |
| 第8話  | ふしぎの川のククリ         | 前田薫平   | 吉岡彩乃 中野友貴                                   | 5月24日       |       |       |       |       |       |       |       |       |       |       |       |       |       |       |       |       |       |       |       |       |
| 第9話  | たたいてのばしてひいてたす | 清島ゆう子 | 佐藤多恵子                                          | 5月31日       |       |       |       |       |       |       |       |       |       |       |       |       |       |       |       |       |       |       |       |       |
| 第10話 | 姫ちゃんがんばってます♡    | 前田薫平   | 吉岡彩乃 中野友貴 武本心                            | 6月7日        |       |       |       |       |       |       |       |       |       |       |       |       |       |       |       |       |       |       |       |       |
| 第11話 | 賞がほしくなっちゃった     | 内沼菜摘   | 吉岡彩乃 中野友貴                                   | 6月14日       |       |       |       |       |       |       |       |       |       |       |       |       |       |       |       |       |       |       |       |       |
| 第12話 | 明日への笑顔               | 前田薫平   | 吉岡彩乃 中野友貴 金田莉子                          | 6月21日       |       |       |       |       |       |       |       |       |       |       |       |       |       |       |       |       |       |       |       |       |
| 第2期  |                            |            |                                                     |               |       |       |       |       |       |       |       |       |       |       |       |       |       |       |       |       |       |       |       |       |
| 第1話  | 歩き出そう！焼き物の町へ   | 前田薫平   | 吉岡彩乃 金田莉子                                   | 10月2日       |       |       |       |       |       |       |       |       |       |       |       |       |       |       |       |       |       |       |       |       |
| 第2話  | 私のパラダイス             | 前田薫平   | 吉岡彩乃（LO） 中野友貴（原画）                     | 10月9日       |       |       |       |       |       |       |       |       |       |       |       |       |       |       |       |       |       |       |       |       |
| 第3話  | お母さんやっぱ凄い！       | 飯村正之   | 吉岡彩乃                                            | 10月16日      |       |       |       |       |       |       |       |       |       |       |       |       |       |       |       |       |       |       |       |       |
| 第4話  | 土のひとりごと             | 前田薫平   | 菊地華子 鷲田敏弥                                   | 10月23日      |       |       |       |       |       |       |       |       |       |       |       |       |       |       |       |       |       |       |       |       |
| 第5話  | どうしたの？十子先輩       | 前田薫平   | 金田莉子                                            | 10月30日      |       |       |       |       |       |       |       |       |       |       |       |       |       |       |       |       |       |       |       |       |
| 第6話  | 謎が謎呼ぶ陶芸部           | 前田薫平   | 金田莉子                                            | 11月6日       |       |       |       |       |       |       |       |       |       |       |       |       |       |       |       |       |       |       |       |       |
| 第7話  | てんこもり♡文化祭          | 前田薫平   | 吉岡彩乃（LO） 中野友貴（原画）                     | 11月13日      |       |       |       |       |       |       |       |       |       |       |       |       |       |       |       |       |       |       |       |       |
| 第8話  | ろくろびより               | 飯村正之   | 宮本美智子 BAEK YEON JU                             | 11月20日      |       |       |       |       |       |       |       |       |       |       |       |       |       |       |       |       |       |       |       |       |
| 第9話  | 澄んだ秋空の向こうに       | 前田薫平   | 吉岡彩乃（LO） 中野友貴（原画）                     | 11月27日      |       |       |       |       |       |       |       |       |       |       |       |       |       |       |       |       |       |       |       |       |
| 第10話 | 見つけたよ！               | 飯村正之   | 宮本美智子 堀江佑 BAEK YEON JU                      | 12月4日       |       |       |       |       |       |       |       |       |       |       |       |       |       |       |       |       |       |       |       |       |
| 第11話 | 自由・未来・きらめき       | 前田薫平   | 佐藤祐子 小林香苗 福永智子 森悦史 日高真由美 舘崎大 | 12月11日      |       |       |       |       |       |       |       |       |       |       |       |       |       |       |       |       |       |       |       |       |
| 第12話 | やくのはマグカップです！   | 前田薫平   | 中野友貴                                            | 12月18日      |       |       |       |       |       |       |       |       |       |       |       |       |       |       |       |       |       |       |       |       |

### 放送局
| 放送期間                | 放送時間                     | 放送局    | 対象地域   | 備考                                 |
| ----------------------- | ---------------------------- | --------- | ---------- | ------------------------------------ |
| 2021年4月3日 - 6月26日  | 土曜 0:55 - 1:25（金曜深夜） | CBCテレビ | 中京広域圏 | 製作参加                             |
| 2021年4月5日 - 6月21日  | 月曜 22:30 - 23:00           | TOKYO MX  | 東京都     | 製作参加 / リピート放送あり          |
|                         | 月曜 23:00 - 23:30           | BS11      | 日本全域   | 製作参加 / BS放送 / 『ANIME+』枠     |
| 2021年4月9日 - 6月25日  | 金曜 2:30 - 3:00（木曜深夜） | 毎日放送  | 近畿広域圏 | 同局の親会社のグループ会社が製作参加 |
| 2021年4月26日 - 7月12日 | 月曜 20:00 - 20:30           | AT-X      | 日本全域   | CS放送 / リピート放送あり            |

| 放送期間                 | 放送時間                     | 放送局    | 対象地域   | 備考 |
| ------------------------ | ---------------------------- | --------- | ---------- | --- |
| 2021年10月2日 - 12月18日 | 土曜 1:55 - 2:25（金曜深夜） | CBCテレビ | 中京広域圏 | |
| 2021年10月3日 - 12月26日 | 日曜 3:38 - 4:08（土曜深夜） | 毎日放送  | 近畿広域圏 | 『アニメシャワー』第4部 第9話以降は野球中継に伴い、1週遅れで放送。                                              |
| 2021年10月4日 - 12月20日 | 月曜 22:30 - 23:00           | TOKYO MX  | 東京都     | |
|                          | 月曜 23:00 - 23:30           | BS11      | 日本全域   | BS放送 / 『ANIME+』枠                                                                                           |
| 2021年10月5日 - 12月21日 | 火曜 21:00 - 21:30           | AT-X      | 日本全域   | CS放送 / リピート放送あり 第10話のみ放送トラブルにより、当初の2回目の放送である12月9日 木曜 9:00 - 9:30に放送。 |

| 配信開始日                                        | 配信時間                                          | 配信サイト |
| ------------------------------------------------- | ------------------------------------------------- | --- |
| 2021年4月5日（第1期） 2021年10月2日（第2期）      | 月曜 22:30 更新 土曜 2:25（金曜深夜） 更新        | dアニメストア |
| 2021年4月10日以降（第1期） 2021年10月6日（第2期） | 土曜 1:30（金曜深夜）以降更新 水曜 22:30 以降更新 | TVer MBS動画イズム GYAO! ニコニコ動画 ABEMA ビデオマーケット music.jp DMM.com バンダイチャンネル Amazon Prime Video ひかりTV Hulu TELASA auスマートパスプレミアム J:COMオンデマンド milplus U-NEXT アニメ放題 |

### Blu-ray
| 巻    | 発売日        | 収録話                                   | 規格品番    |
| ----- | ------------- | ---------------------------------------- | ----------- |
| 第1巻 | 2021年7月28日 | アニメ第1話 - 第6話、実写第1話 - 第6話   | COXC-1247   |
| 第2巻 | 2021年7月28日 | アニメ第7話 - 第12話、実写第7話 - 第12話 | COXC-1248   |
| BOX   | 2021年7月28日 | アニメ第1話 - 第12話、実写第1話 - 第12話 | COXC-1245/6 |

| 巻  | 発売日        | 収録話                                   | 規格品番    |
| --- | ------------- | ---------------------------------------- | ----------- |
| BOX | 2022年1月26日 | アニメ第1話 - 第12話、実写第1話 - 第12話 | COXC-1272/3 |

| CBCテレビ 土曜0:55 - 1:25（金曜深夜）                     | CBCテレビ 土曜0:55 - 1:25（金曜深夜）                                                | CBCテレビ 土曜0:55 - 1:25（金曜深夜）                  |
| 前番組                                                    | 番組名                                                                               | 次番組                                                 |
| --------------------------------------------------------- | ------------------------------------------------------------------------------------ | ------------------------------------------------------ |
| 有田ジェネレーション - ※火曜0:59 - 1:29（月曜深夜）に移動 | やくならマグカップも （2021年4月3日 - 6月26日） 【当番組のみ自社制作参加のアニメ枠】 | 歌ネタゴングSHOW 爆笑!ターンテーブル                   |
| CBCテレビ 土曜1:55 - 2:25（金曜深夜）                     |                                                                                      |                                                        |
| 番宣番組 ※1:55 - 2:00週刊EXILE ※2:00 - 2:35               | やくならマグカップも 二番窯 （2021年10月3日 - 12月18日） 【当番組のみアニメ枠】      | 番宣番組 ※1:55 - 2:00ジンギス談! ※HBC制作、2:00 - 2:30 |

### ラジオ
『やくならマグカップも〜織部学園放送室〜』は2021年1月9日から同年12月25日までCBCラジオで放送されていたラジオ番組。パーソナリティは豊川姫乃役の田中美海、久々梨三華役の芹澤優、成瀬直子役の若井友希、青木十子役の本泉莉奈。
2021年3月29日からはYouTubeのCBCラジオチャンネルでアーカイブが配信されている。また、2021年3月27日には、無観客のオンラインイベント、AnimeJapan 2021にて "出張版「やくならマグカップも〜織部学園放送室〜」" と題した特別番組が配信された。
| 放送期間                 | 放送時間（JST）   | 備考     |
| ------------------------ | ----------------- | -------- |
| 2021年1月9日 - 9月25日   | 土曜22:00 - 22:30 | [ 注 6 ] |
| 2021年10月2日 - 12月25日 | 土曜22:00 - 22:15 | [ 注 6 ] |

## ラジオドラマ
2013年7月9日と7月23日の2回にわたり、多治見のコミュニティFM局、FM PiPi の番組『ミックスフレーバー〜ざくろ味〜』の枠内にて、ラジオドラマが放送された。

## 作品の背景
多治見市に本社を置き、歯科向けの情報システムを制作するプラネットの創業者である小池和人が、活気が失われつつあった多治見の振興について、師事していた堀貞一郎に相談した。堀は東京ディズニーランドの開業時に総合プロデューサーだった知見を元に、人を集めるには物語が必要であると小池に伝授する。そこで小池は、童話作家となっていた堀に依頼を行い、『多治見ものがたり』と題する絵本が2009年に出版される。この絵本を制作中、堀は小池に孫（山岡禎幸）を紹介するが、山岡は小池に絵本とは別に、コミックを使った振興策を提案する。山岡とその仲間の梶原おさむ ら 4人によってコミックの構想がスタートした。
2010年8月から2年間、多治見市に「元気なたじみ企画実行委員会」が設置されたが、この委員会に「アニメ、ゲーム等を活用した活性化策」として、『やくならマグカップも』の原型となる漫画が小池により提案される。この提案に賛同した民間企業数社により元気な多治見株式会社が設立され、2012年から『やくならマグカップも』を掲載するフリーコミックの発行が始まった。2020年4月のvol.31からはプラネットが発行を引き継いでいる。
また、番外編として4コマ漫画『直子の小鉢』が公式サイトで連載されている。
年に数回のペースで発行を続けて8年近くが経った頃、多治見出身の日本アニメーションの社員が、大学生の時に大阪の書店で配布されていて出会ってファンとなった『やくならマグカップも』の企画を社内で提案し、多治見市の全面協力の約束を得て番組の制作が始まった。
本作品の主人公を演じ、実写パートにも出演している田中美海は、プロの料理人であり、田中とも共演したことのある父が通う陶芸教室に一緒に参加して陶芸を練習し、オーディションに臨み、テレビアニメ作品では初となる主演の座を勝ち取った。このオーディションに落ちたら声優を辞めてしまおうというくらいのプレッシャーを自分に与えたという。
2020年8月19日には多治見市や観光協会などの関連団体によって「やくならマグカップも」活用推進協議会が発足し、地域振興や観光振興を行うこととなった。2021年4月のアニメ放送開始を控え、同年3月12日、PRのためのラッピングカーが公開された。多治見市の2020年度の「やくも」関連の予算は1250万円、2021年度も「やくも」のロケツーリズム推進事業費として1300万円を計上している。また、同年4月2日には本作品のメインキャラクター4人が「多治見バーチャル観光大使」を委嘱された。
作品には多治見ながせ商店街、本町オリベストリート、虎渓用水広場、虎渓山永保寺などが登場し、テレビアニメの放送前にはながせ商店街に「やくならマグカップも」の看板や旗が設置された。